# Tổng thống Syria
Tổng thống Syria ( tiếng Ả Rập : رئيس سوريا ), chính thức là Tổng thống của Cộng hoà Ả Rập Syria ( tiếng Ả Rập : رئيس الجمهورية العربية السورية ), là người đứng đầu nhà nước của Syria . Tổng thống được trao quyền lực sâu rộng có thể được uỷ quyền, theo quyết định riêng của họ cho các phó chủ tịch của họ . Tổng thống bổ nhiệm và bãi nhiệm thủ tướng và các thành viên khác của Hội đồng Bộ trưởng (nội các) và các sĩ quan quân đội. Bashar Al-Assad là con trai của cựu tổng thống Hafez al-Assad , người nắm quyền lâu nhất trong 29 năm. Al-Assad hiện là tổng thống tại vị lâu thứ hai, đánh dấu năm thứ 23 trong nhiệm kì tổng thống của ông vào năm 2023 khi ông nhậm chức vào ngày 17 tháng 7 năm 2000. Hiện chức này đang trống do sự kiện Chế độ Assad sụp đổ

## Danh sách tổng thống Syria

### Syria (1922–1958)
| STT                                                 | Chân dung                                           | Tên (Sinh–Mất)                                          | Đắc cử                                              | Nhiệm kỳ                                            | Nhiệm kỳ                                            | Nhiệm kỳ                                            | Đảng phái chính trị                                 | Đảng phái chính trị                                 |
| STT                                                 | Chân dung                                           | Tên (Sinh–Mất)                                          | Đắc cử                                              | Bắt đầu nhiệm kỳ                                    | Kết thúc nhiệm kỳ                                   | Thời gian tại nhiệm                                 | Đảng phái chính trị                                 | Đảng phái chính trị                                 |
| Liên bang Syria (dưới quyền ủy trị Pháp; 1922–1925) | Liên bang Syria (dưới quyền ủy trị Pháp; 1922–1925) | Liên bang Syria (dưới quyền ủy trị Pháp; 1922–1925)     | Liên bang Syria (dưới quyền ủy trị Pháp; 1922–1925) | Liên bang Syria (dưới quyền ủy trị Pháp; 1922–1925) | Liên bang Syria (dưới quyền ủy trị Pháp; 1922–1925) | Liên bang Syria (dưới quyền ủy trị Pháp; 1922–1925) | Liên bang Syria (dưới quyền ủy trị Pháp; 1922–1925) | Liên bang Syria (dưới quyền ủy trị Pháp; 1922–1925) |
| --------------------------------------------------- | --------------------------------------------------- | ------------------------------------------------------- | --------------------------------------------------- | --------------------------------------------------- | --------------------------------------------------- | --------------------------------------------------- | --------------------------------------------------- | --------------------------------------------------- |
| 1                                                   |                                                     | Subhi Bey Barakat صبحي بك بركات (1889–1939)             | —                                                   | 29 tháng 6 năm 1922                                 | 1 tháng 1 năm 1925                                  | 2 năm, 185 ngày                                     | Độc lập                                             | Độc lập                                             |
| Nhà nước Syria (dưới quyền ủy trị Pháp; 1925–1930)  |                                                     |                                                         |                                                     |                                                     |                                                     |                                                     |                                                     |                                                     |
| (1)                                                 |                                                     | Subhi Bey Barakat صبحي بك بركات (1889–1939)             | —                                                   | 1 tháng 1 năm 1925                                  | 21 tháng 12 năm 1925                                | 354 ngày                                            | Độc lập                                             | Độc lập                                             |
| —                                                   |                                                     | François Pierre-Alype فرانسوا بيير أليب (1886–1956)     | —                                                   | 9 tháng 2 năm 1926                                  | 28 tháng 4 năm 1926                                 | 78 ngày                                             | Độc lập                                             | Độc lập                                             |
| 2                                                   |                                                     | Ahmad Nami أحمد نامي (1873–1962)                        | —                                                   | 28 tháng 4 năm 1926                                 | 15 tháng 2 năm 1928                                 | 1 năm, 293 ngày                                     | Độc lập                                             | Độc lập                                             |
| —                                                   |                                                     | Taj al-Din al-Hasani تاج الدين الحسني (1885–1943)       | —                                                   | 15 tháng 2 năm 1928                                 | 14 tháng 5 năm 1930                                 | 2 năm, 88 ngày                                      | Độc lập                                             | Độc lập                                             |
| Đệ nhất Cộng hòa Syria (1930–1950)                  |                                                     |                                                         |                                                     |                                                     |                                                     |                                                     |                                                     |                                                     |
| —                                                   |                                                     | Taj al-Din al-Hasani تاج الدين الحسني (1885–1943)       | —                                                   | 14 tháng 5 năm 1930                                 | 19 tháng 11 năm 1931                                | 1 năm, 189 ngày                                     | Độc lập                                             | Độc lập                                             |
| —                                                   |                                                     | Léon Solomiac ليون سولومياك (1873–1960)                 | —                                                   | 19 tháng 11 năm 1931                                | 11 tháng 6 năm 1932                                 | 205 ngày                                            | Độc lập                                             | Độc lập                                             |
| 3                                                   |                                                     | Muhammad Ali Bey al-Abid محمد علي بك العابد (1867–1939) | —                                                   | 11 tháng 6 năm 1932                                 | 21 tháng 12 năm 1936                                | 4 năm, 193 ngày                                     | Độc lập                                             | Độc lập                                             |
| 4                                                   |                                                     | Hashim al-Atassi هاشم الأتاسي (1875–1960)               | —                                                   | 21 tháng 12 năm 1936                                | 7 tháng 7 năm 1939                                  | 2 năm, 198 ngày                                     | National Bloc                                       |                                                     |
| 5                                                   |                                                     | Bahij al-Khatib بهيج الخطيب (1895–1981)                 | —                                                   | 10 tháng 7 năm 1939                                 | 4 tháng 4 năm 1941                                  | 1 năm, 268 ngày                                     | Độc lập                                             | Độc lập                                             |
| —                                                   |                                                     | Khalid al-Azm خالد العظم (1903–1965)                    | —                                                   | 4 tháng 4 năm 1941                                  | 16 tháng 9 năm 1941                                 | 165 ngày                                            | Độc lập                                             | Độc lập                                             |
| 6                                                   |                                                     | Taj al-Din al-Hasani تاج الدين الحسني (1885–1943)       | —                                                   | 16 tháng 9 năm 1941                                 | 17 tháng 1 năm 1943 (Qua đời khi đương chức)        | 1 năm, 123 ngày                                     | Độc lập                                             | Độc lập                                             |
| —                                                   |                                                     | Jamil al-Ulshi جميل الألشي (1883–1951)                  | —                                                   | 17 tháng 1 năm 1943                                 | 25 tháng 3 năm 1943                                 | 67 ngày                                             | Độc lập                                             | Độc lập                                             |
| 7                                                   |                                                     | Ata Bey al-Ayyubi عطا الأيوبي (1877–1951)               | —                                                   | 25 tháng 3 năm 1943                                 | 17 tháng 8 năm 1943                                 | 145 ngày                                            | Độc lập                                             | Độc lập                                             |
| 8                                                   |                                                     | Shukri al-Quwatli شكري القوّتلي (1891–1967)              | —                                                   | 17 tháng 8 năm 1943                                 | 29 tháng 3 năm 1949                                 | 5 năm, 224 ngày                                     | National Bloc / Đảng Quốc gia                       |                                                     |
| 9                                                   |                                                     | Husni al-Za'im حسني الزعيم (1897–1949)                  | 1949                                                | 30 tháng 3 năm 1949                                 | 14 tháng 8 năm 1949                                 | 137 ngày                                            | Đảng Xã hội Quốc gia Syria                          |                                                     |
| 10                                                  |                                                     | Sami al-Hinnawi سامي الحناوي (1898–1950)                | —                                                   | 14 tháng 8 năm 1949                                 | 15 tháng 8 năm 1949                                 | 1 ngày                                              | Quân nhân                                           |                                                     |
| 11 (4)                                              |                                                     | Hashim al-Atassi هاشم الأتاسي (1875–1960)               | —                                                   | 15 tháng 8 năm 1949                                 | 5 tháng 9 năm 1950                                  | 1 năm, 21 ngày                                      | Đảng Nhân dân                                       |                                                     |
| Đệ nhị Cộng hòa Syria (1950–1958)                   |                                                     |                                                         |                                                     |                                                     |                                                     |                                                     |                                                     |                                                     |
| (11) (4)                                            |                                                     | Hashim al-Atassi هاشم الأتاسي (1875–1960)               | —                                                   | 5 tháng 9 năm 1950                                  | 2 tháng 12 năm 1951                                 | 1 năm, 88 ngày                                      | Đảng Nhân dân                                       |                                                     |
| —                                                   |                                                     | Adib Shishakli أديب الشيشكلي (1909–1964)                | —                                                   | 2 tháng 12 năm 1951                                 | 3 tháng 12 năm 1951                                 | 1 ngày                                              | Đảng Xã hội Quốc gia Syria                          |                                                     |
| 12                                                  |                                                     | Fawzi Selu فوزي سلو (1905–1972)                         | —                                                   | 3 tháng 12 năm 1951                                 | 11 tháng 7 năm 1953                                 | 1 năm, 220 ngày                                     | Quân nhân                                           |                                                     |
| 13                                                  |                                                     | Adib Shishakli أديب الشيشكلي (1909–1964)                | 1953                                                | 11 tháng 7 năm 1953                                 | 25 tháng 2 năm 1954 (Lật đổ)                        | 229 ngày                                            | Mặt trận Tự do Ả Rập                                |                                                     |
| —                                                   |                                                     | Maamun al-Kuzbari مأمون الكزبري (1914–1998)             | —                                                   | 25 tháng 2 năm 1954                                 | 28 tháng 2 năm 1954                                 | 3 ngày                                              | Độc lập                                             | Độc lập                                             |
| 14 (4) (11)                                         |                                                     | Hashim al-Atassi هاشم الأتاسي (1875–1960)               | —                                                   | 28 tháng 2 năm 1954                                 | 6 tháng 9 năm 1955                                  | 1 năm, 190 ngày                                     | Đảng Nhân dân                                       |                                                     |
| 15 (8)                                              |                                                     | Shukri al-Quwatli شكري القوّتلي (1891–1967)              | —                                                   | 6 tháng 9 năm 1955                                  | 22 thàng 2 năm 1958                                 | 2 năm, 169 ngày                                     | Đảng Nhân dân                                       |                                                     |

### Cộng hòa Ả Rập Thống nhất (1958–1961)
| STT | Chân dung | Tên (Sinh–Mất)                                 | Đắc cử | Nhiệm kỳ            | Nhiệm kỳ            | Nhiệm kỳ            | Đảng phái chính trị | Đảng phái chính trị |
| STT | Chân dung | Tên (Sinh–Mất)                                 | Đắc cử | Bắt đầu nhiệm kỳ    | Kết thúc nhiệm kỳ   | Thời gian tại nhiệm | Đảng phái chính trị | Đảng phái chính trị |
| --- | --------- | ---------------------------------------------- | ------ | ------------------- | ------------------- | ------------------- | ------------------- | ------------------- |
| 1   |           | Gamal Abdel Nasser جمال عبد الناصر (1918–1970) | 1958   | 22 tháng 2 năm 1958 | 29 tháng 9 năm 1961 | 3 năm, 219 ngày     | Đảng Liên minh      |                     |

### Syria (1961–nay)
| STT | Chân dung | Tên (Sinh–Mất)                                   | Đắc cử                   | Nhiệm kỳ             | Nhiệm kỳ                                     | Nhiệm kỳ            | Đảng phái chính trị | Đảng phái chính trị |
| STT | Chân dung | Tên (Sinh–Mất)                                   | Đắc cử                   | Bắt đầu nhiệm kỳ     | Kết thúc nhiệm kỳ                            | Thời gian tại nhiệm | Đảng phái chính trị | Đảng phái chính trị |
| --- | --------- | ------------------------------------------------ | ------------------------ | -------------------- | -------------------------------------------- | ------------------- | ------------------- | ------------------- |
| —   |           | Maamun al-Kuzbari مأمون الكزبري (1914–1998)      | —                        | 29 tháng 9 năm 1961  | 20 tháng 11 năm 1961 (Lật đổ)                | 52 ngày             | Độc lập             | Độc lập             |
| —   |           | Izzat al-Nuss عزت النص (1912–1976)               | —                        | 20 tháng 11 năm 1961 | 14 tháng 12 năm 1961                         | 24 ngày             | Quân nhân           |                     |
| 1   |           | Nazim al-Qudsi ناظم القدسي (1906–1998)           | —                        | 14 tháng 12 năm 1961 | 8 tháng 3 năm 1963 (Lật đổ)                  | 1 năm, 84 ngày      | Đảng Nhân dân       |                     |
| 2   |           | Lu'ay al-Atassi لؤي الأتاسي (1926–2003)          | —                        | 9 tháng 3 năm 1963   | 27 tháng 7 năm 1963                          | 140 ngày            | Độc lập             | Độc lập             |
| 3   |           | Amin al-Hafiz أمين الحافظ (1921–2009)            | —                        | 27 tháng 7 năm 1963  | 23 tháng 2 năm 1966 (Lật đổ)                 | 2 năm, 211 ngày     | Đảng Ba'ath         |                     |
| 4   |           | Nureddin al-Atassi نور الدين الأتاسي (1929–1992) | —                        | 25 tháng 2 năm 1966  | 18 tháng 11 năm 1970                         | 4 năm, 266 ngày     | Đảng Ba'ath         |                     |
| —   |           | Ahmad al-Khatib أحمد الخطيب (1933–1982)          | —                        | 18 tháng 11 năm 1970 | 22 tháng 2 năm 1971                          | 96 ngày             | Đảng Ba'ath         |                     |
| 5   |           | Hafez al-Assad حافظ الأسد (1930–2000)            | 1971 1978 1985 1991 1999 | 22 tháng 2 năm 1971  | 10 tháng 6 năm 2000 (Qua đời khi đương chức) | 29 năm, 109 ngày    | Đảng Ba'ath         |                     |
| —   |           | Abdul Halim Khaddam عبدالحليم خدام (1932–2020)   | —                        | 10 tháng 6 năm 2000  | 17 tháng 7 năm 2000                          | 37 ngày             | Đảng Ba'ath         |                     |
| 6   |           | Bashar al-Assad بَشَّارُ ٱلْأَسَدِ (sinh 1965)           | 2000 2007 2014 2021      | 17 tháng 7 năm 2000  | 8 tháng 12 năm 2024                          | 24 năm, 144 ngày    | Đảng Ba'ath         |                     |